# Heliotrop (instrument)
För andra betydelser, se Heliotrop.

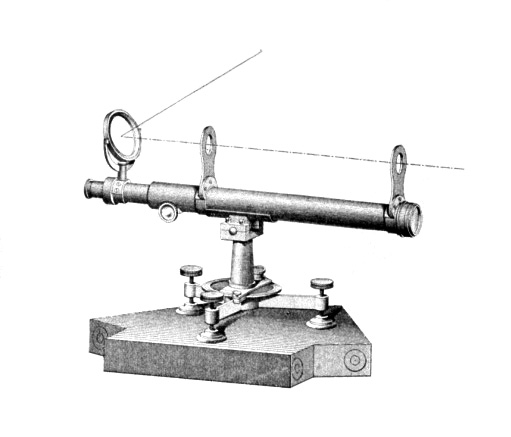
En heliotrop.

Heliotrop (av grekiska helios, sol, och tropos, vändning) är en ursprungligen av Carl Friedrich Gauss uppfunnen apparat, som vid geodetiska mätningar tjänar till att låta en inriktad avlägsen terrester punkt genom reflekterat solljus framstå som ett fixstjärnliknande föremål. Den består i sin enklaste form av en liten kring två axlar (en horisontell och en vertikal) vridbar spegel, som i mitten har en liten cirkelrund öppning, och ett ungefär 1/2 meter därifrån befintligt rör med ett trådkors. Spegeln och röret är fästa på ett bräde, som är uppställt noggrant över den fixpunkt, som skall observeras. Den där stationerade medhjälparen inriktar observationsstationen genom hålet i spegeln och trådkorset i röret och vrider därefter spegeln omkring dess båda axlar, till dess att det från densamma reflekterade solljuset upplyser trådkorset. Då kastas solljuset emot observationsstationen, och spegeln syns därifrån som en stjärnliknande punkt av större eller mindre ljusstyrka, alltefter avståndet. Spegeln måste vridas kontinuerligt, så att den följer solens rörelse. Med en liten spegel kan man på detta sätt göra mycket avlägsna, annars inte igenkännbara punkter skarpt synliga. 